# كريمة التقاز
كريمة التقاز (بالفرنسية: Karima Taggaz)‏ ولدت في 1982 في باريس. هي سياسية تونسية وفرنسية، تنتمي لحركة النهضة ذات التوجه الإسلامي.

بعد الثورة التونسية، انتخبت كنائبة في مجلس نواب الشعب بعد انتخابات 26 أكتوبر 2014 عن النهضة في دائرة فرنسا الأولى الانتخابية حيث تولت منصبها خلفا لسيدة الونيسي التي عينت في حكومة يوسف الشاهد.

## السيرة الذاتية
ولدت كريمة التقاز سنة 1982 في باريس (فرنسا) وهي أصيلة تطاوين، وذلك بعد فرار والدها من القمع في تونس سنة 1981، وبقيت في فرنسا حتى الثورة التونسية في 2011. 

تحصلت على الإجازة في علم النفس من جامعة باريس 5 - ديكارت، ثم على ماجستير في العلوم التربوية.

بدأت نشاطها منذ بلوغها 16 سنة لدى عدة منظمات وهيئات تونسية مناهضة لحكم الرئيس زين العابدين بن علي ومدافعة عن حقوق الإنسان.

بعد الثورة التونسية في 2011، ترشحت على قائمة حركة النهضة في دائرة فرنسا الأولى الانتخابية ولكنها لم تفز بمقعد في انتخابات 23 أكتوبر 2011 لانتخاب المجلس الوطني التأسيسي.

ترشحت لانتخابات التشريعية المنعقدة في 26 أكتوبر 2014 لانتخاب مجلس نواب الشعب الجديد، وكانت في المرتبة الثالثة في قائمة النهضة، ولكن وقتها لم يفز سوى سيدة الونيسي وحسين الجزيري، ولم تتولى منصبها كنائبة إلا في 16 سبتمبر 2016 بعد انضمام سيدة الونيسي لحكومة يوسف الشاهد حيث عوضتها في المجلس. في هذا المجلس هي عضوة لجنة الصناعة والطاقة والثروات الطبيعية والبنية الأساسية والبيئة ولجنة شؤون التونسيين بالخارج.

## مقالات ذات صلة
- حركة النهضة (تونس).

## روابط خارجية
- السيرة الذاتية لكريمة التقاز على موقع مرصد مجلس نواب الشعب التابع لمنظمة البوصلة.